# Оболянка
Оболя́нка (бел. Абаля́нка) — река в Беларуси, левый приток Лучосы. Протекает в Толочинском, Сенненском и Витебском районах Витебской области. Длина — 89 км. Водосбор 809 км². Среднегодовой расход воды в устье 5 м³/с. Средний наклон водной поверхности 0,9 ‰.
Высота истока — 218,1 м над уровнем моря. Вскоре после истока перетекает в Сенненский район, по которому преодолевает большую часть течения. В низовьях река некоторое время образует границу Сенненского и Витебского районов. В верхнем и среднем течении генеральное направление течения — север и северо-восток, в низовьях поворачивает на восток.
Начинается южнее д. Данилково в Толочинском районе на Оршанской возвышенности, основное течение проходит по Чашникской равнине в Сенненском районе, в нижнем течении — на границе с Витебским районом по Лучосской низине. Долина трапециевидная, ширина 0,6-0,8 км, в нижнем течении до 2 км. Пойма двухсторонняя, ширина 0,2-0,3 км, выше села Дубовцы около 0,5 км. Русло извилистое, ширина 5-10 м. Река используется в качестве водоприемников мелиоративных систем.
Основные притоки: Нерейшанка, Чудинка, Тонкая Лучка (правые); Суббота, Каменчанка (левые).
Долина реки плотно заселена, она протекает большое число сёл и деревень, крупнейшие из которых Обольцы, Кожемяки, Пурплево, Утрилово, Алехново, Шинково, Адамово, Шипы, Застодолье, Корчевщина, Стриги, Станьки, Мартыновка, Мошканы, Ярошки, Оболь, Александрово, Бельки.
Впадает в Лучосу у деревни Ляхи.

## Название
К. Буга приводит сопоставление с кельт. abu- и латин. *ab-ni-s «река». 
По мнению В. Н. Топорова название связано с лит. obuolys, лтш. abols «яблоко». Как он отмечает, названия с этой основой особенно популярны в Латвии.
В. Л. Носевич не согласен с балтским происхождением гидронима. Он считает, что лишено смысла называть реку яблоком и подобное объяснение является переосмыслением непонятного названия.
А. Ф. Рогалев выделяет в названии древний гидронимический термин Об- со значением «вода», «река» (сохранился в частности в некоторых иранских языках) и компонент -оль (вариант -ул-), означающий «речка, ручей», «мокрый, сырой» (отображен в названиях ряда рек).